# Zabostów Mały
Zabostów Mały – wieś w Polsce położona w województwie łódzkim, w powiecie łowickim, w gminie Łowicz.
Wieś duchowna Zabostowo-Małe położona była w drugiej połowie XVI wieku w powiecie gąbińskim ziemi gostynińskiej województwa rawskiego. Zabostów Mały był wsią klucza kompińskiego arcybiskupów gnieźnieńskich. W latach 1975–1998 miejscowość administracyjnie należała do województwa skierniewickiego.
Miejscowość leży nad rzeką Bzurą około 5 km od Łowicza, liczy ok. 50 gospodarstw.
W lipcu 1969 roku doszło tu do wypadku samochodowego Waldemara Baszanowskiego, w którym zginęła żona sportowca, a on sam i jego syn zostali ranni.